# Gare de Soissons
Gare de Soissons vasútállomás Franciaországban, Soissons településen.

## Vasútvonalak
Az állomást az alábbi vasútvonalak érintik:
- La Plain-Hirson-vasútvonal
- Soissons-Givet-vasútvonal
- Rochy-Condé–Soissons-vasútvonal

## Kapcsolódó állomások
A vasútállomáshoz az alábbi állomások vannak a legközelebb:
- Gare de Villers-Cotterêts
- Gare d’Anizy - Pinon
- Gare de Crouy
- Gare de Vierzy